# Командный чемпионат мира по фигурному катанию 2017
Командный чемпионат мира по фигурному катанию 2017 года (англ. 2017 ISU World Team Trophy in Figure Skating) — пятые юбилейные международные командные соревнования по фигурному катанию, организованные японской конькобежной федерацией при поддержке Международного союза конькобежцев. Чемпионат в пятый раз прошёл с 20 по 23 апреля в столице Японии Токио.
За денежные призы боролись команды шести стран, рейтинг фигуристов которых, в сезоне 2016—2017, составленный на основе соревнований сезона под эгидой ИСУ, был наиболее высок (учитываются результаты этапов «взрослой» и юниорской серий Гран-При (включая финал), чемпионата мира, чемпионата мира среди юниоров, первенства Европы и чемпионата четырёх континентов).

## Состав участников
В турнире приняли участие шесть лучших команд (сборных), по рейтингу ИСУ. Ими, по результатам соревнований сезона 2016—2017, стали:
1. Канада
2. Россия
3. США
4. Япония
5. Франция
6. КНР

Каждая команда включала в себя двух мужчин-одиночников, двух женщин-одиночниц, одну спортивную и одну танцевальную пару.

### Резервные сборные
Ближайшие сборные, которые могут заменить в случае необходимости кого-то из основных:
1. Италия
2. Германия

## Не состоявшиеся участники
Первоначально в составе канадской сборной были парники Мэган Дюамель и Эрик Рэдфорд; затем их заменили Джулианна Сеген и Чарли Билодо однако затем и их заменила пара Кирстен Мур-Тауэрс и Майкл Маринаро.

## Призовой фонд
Призовой фонд турнира составил 1 000 000 долларов, который будет распределён между командами за занятые места предположительно[уточнить] следующим образом:
- 1 место — 200 000
- 2 место — 170 000
- 3 место — 160 000
- 4 место — 150 000
- 5 место — 140 000
- 6 место — 130 000

При этом:
- Каждый одиночник получит 15 % от командного выигрыша;
- Каждая пара — 20 % от командного выигрыша.

Оставшиеся 50 000 будут вручены двум лучшим одиночникам (по $10 000) и парам (по $15 000)

## Результаты
Все спортсмены исполнили два вида программы — короткую и произвольную, а танцоры короткий и произвольный танцы. По результатам соревнований в каждой программе каждой дисциплине баллы будут присуждаться следующим образом:
- в одиночных видах: за 1-е место — 12 очков, за 2-е — 11, …, за 12-е — 1.
- в парных видах: за 1-е место — 12 очков, за 2-е — 11, …., за 6-е — 7.

Набранные баллы всех спортсменов команды суммировались, сумма определила расстановку мест.
| Место | Команда | Баллы SD (Т) | Баллы SP (Ж) | Баллы SP (М) | Баллы SP (П) | Баллы FD (Т) | Баллы FS (М) | Баллы FS (П) | Баллы FS (Ж) | Сумма баллов |
| ----- | ------- | ------------ | ------------ | ------------ | ------------ | ------------ | ------------ | ------------ | ------------ | ------------ |
| 1     | Япония  | 8            | 18           | 18           | 7            | 7            | 23           | 7            | 21           | 109          |
| 2     | Россия  | 10           | 23           | 11           | 9            | 10           | 11           | 11           | 20           | 105          |
| 3     | США     | 12           | 12           | 19           | 8            | 11           | 16           | 8            | 11           | 97           |
| 4     | Канада  | 11           | 12           | 8            | 10           | 12           | 14           | 9            | 11           | 87           |
| 5     | Китай   | 9            | 10           | 13           | 11           | 9            | 7            | 10           | 11           | 80           |
| 6     | Франция | 7            | 3            | 9            | 12           | 8            | 7            | 12           | 4            | 62           |

## Участники
| Команда                  | Дисциплина                   | Участники                | баллы |
| ------------------------ | ---------------------------- | ------------------------ | ----- |
| Япония                   |                              |                          |       |
| Мужчины                  | Сёма Уно                     | 23                       |       |
| Мужчины                  | Юдзуру Ханю                  | 18                       |       |
| Женщины                  | Маи Михара                   | 21                       |       |
| Женщины                  | Вакаба Хигути                | 18                       |       |
| Пары                     | Ами Кога / Фрэнсис Будро-Оде | 14                       |       |
| Танцы                    | Кана Мурамото / Крис Рид     | 15                       |       |
| Всего в командный зачёт: | Всего в командный зачёт:     | Всего в командный зачёт: | 109   |

| Команда                  | Дисциплина                           | Участники                | баллы |
| ------------------------ | ------------------------------------ | ------------------------ | ----- |
| Россия                   |                                      |                          |       |
| Мужчины                  | Михаил Коляда                        | 17                       |       |
| Мужчины                  | Максим Ковтун                        | 5                        |       |
| Женщины                  | Евгения Медведева                    | 24                       |       |
| Женщины                  | Елена Радионова                      | 19                       |       |
| Пары                     | Евгения Тарасова / Владимир Морозов  | 20                       |       |
| Танцы                    | Екатерина Боброва / Дмитрий Соловьёв | 20                       |       |
| Всего в командный зачёт: | Всего в командный зачёт:             | Всего в командный зачёт: | 105   |

| Команда                  | Дисциплина               | Участники                | баллы |
| ------------------------ | ------------------------ | ------------------------ | ----- |
| США                      |                          |                          |       |
| Мужчины                  | Нэтан Чен                | 20                       |       |
| Мужчины                  | Джейсон Браун            | 15                       |       |
| Женщины                  | Эшли Вагнер              | 14                       |       |
| Женщины                  | Карен Чен                | 9                        |       |
| Пары                     | Эшли Кейн / Тимоти Ледюк | 16                       |       |
| Танцы                    | Мэдисон Чок / Эван Бейтс | 23                       |       |
| Всего в командный зачёт: | Всего в командный зачёт: | Всего в командный зачёт: | 97    |

| Команда                  | Дисциплина                          | Участники                | баллы |
| ------------------------ | ----------------------------------- | ------------------------ | ----- |
| Канада                   |                                     |                          |       |
| Мужчины                  | Патрик Чан                          | 17                       |       |
| Мужчины                  | Кевин Рейнольдс                     | 5                        |       |
| Женщины                  | Габриэль Дэйлман                    | 18                       |       |
| Женщины                  | Алэйн Шартран                       | 5                        |       |
| Пары                     | Кирстен Мур-Тауэрс / Майкл Маринаро | 19                       |       |
| Танцы                    | Кэйтлин Уивер / Эндрю Поже          | 23                       |       |
| Всего в командный зачёт: | Всего в командный зачёт:            | Всего в командный зачёт: | 87    |

| Команда                  | Дисциплина               | Участники                | баллы |
| ------------------------ | ------------------------ | ------------------------ | ----- |
| КНР                      |                          |                          |       |
| Мужчины                  | Цзинь Боян               | 16                       |       |
| Мужчины                  | Ли Тансюй                | 4                        |       |
| Женщины                  | Ли Сяннин                | 11                       |       |
| Женщины                  | Ли Цзыцзюнь              | 10                       |       |
| Пары                     | Пэн Чэн / Цзинь Ян       | 21                       |       |
| Танцы                    | Ван Шиюэ / Лю Синьюй     | 18                       |       |
| Всего в командный зачёт: | Всего в командный зачёт: | Всего в командный зачёт: | 80    |

| Команда                  | Дисциплина                    | Участники                | баллы |
| ------------------------ | ----------------------------- | ------------------------ | ----- |
| Франция                  |                               |                          |       |
| Мужчины                  | Шафик Бессегье                | 10                       |       |
| Мужчины                  | Кейвин Аймоз                  | 6                        |       |
| Женщины                  | Лорин Лекавелье               | 5                        |       |
| Женщины                  | Маэ Беренис Мейте             | 2                        |       |
| Пары                     | Ванесса Джеймс / Морган Сипре | 24                       |       |
| Танцы                    | Мари-Жад Лорио / Ромен Ле Гак | 15                       |       |
| Всего в командный зачёт: | Всего в командный зачёт:      | Всего в командный зачёт: | 62    |

## Результат по дисциплинам

### МужчиныSP
| Место | Спортсмен       | Сборная | Оценка | Баллы в командный зачёт |
| ----- | --------------- | ------- | ------ | ----------------------- |
| 1     | Сёма Уно        | Япония  | 103.53 | 12                      |
| 2     | Нэтан Чен       | США     | 99.28  | 11                      |
| 3     | Цзинь Боян      | Китай   | 97.98  | 10                      |
| 4     | Михаил Коляда   | Россия  | 95.37  | 9                       |
| 5     | Джейсон Браун   | США     | 94.32  | 8                       |
| 6     | Патрик Чан      | Канада  | 85.73  | 7                       |
| 7     | Юдзуру Ханю     | Япония  | 83.51  | 6                       |
| 8     | Шафик Бессегье  | Франция | 81.93  | 5                       |
| 9     | Кейвин Аймоз    | Франция | 67.23  | 4                       |
| 10    | Ли Тансюй       | Китай   | 65.24  | 3                       |
| 11    | Максим Ковтун   | Россия  | 64.62  | 2                       |
| 12    | Кевин Рейнольдс | Канада  | 61.88  | 1                       |

### ЖенщиныSP
| Место | Спортсмен         | Сборная | Оценка   | Баллы в командный зачёт |
| ----- | ----------------- | ------- | -------- | ----------------------- |
| 1     | Евгения Медведева | Россия  | 80.85 WR | 12                      |
| 2     | Елена Радионова   | Россия  | 72.21    | 11                      |
| 3     | Маи Михара        | Япония  | 72.10    | 10                      |
| 4     | Габриэль Дэйлман  | Канада  | 71.74    | 9                       |
| 5     | Вакаба Хигути     | Япония  | 71.41    | 8                       |
| 6     | Эшли Вагнер       | США     | 70.75    | 7                       |
| 7     | Ли Сяннин         | Китай   | 63.81    | 6                       |
| 8     | Карен Чен         | США     | 60.33    | 5                       |
| 9     | Ли Цзыцзюнь       | Китай   | 59.76    | 4                       |
| 10    | Алэйн Шартран     | Канада  | 59.13    | 3                       |
| 11    | Лорин Лекавелье   | Франция | 54.15    | 2                       |
| 12    | Маэ Беренис Мейте | Франция | 49.11    | 1                       |

### Спортивные парыSP
| Место | Спортсмены                          | Сборная | Оценка | Баллы в командный зачёт |
| ----- | ----------------------------------- | ------- | ------ | ----------------------- |
| 1     | Ванесса Джеймс / Морган Сипре       | Франция | 75.72  | 12                      |
| 2     | Пэн Чэн / Цзинь Ян                  | Китай   | 71.36  | 11                      |
| 3     | Кирстен Мур-Тауэрс / Майкл Маринаро | Канада  | 69.56  | 10                      |
| 4     | Евгения Тарасова / Владимир Морозов | Россия  | 66.37  | 9                       |
| 5     | Эшли Кейн / Тимоти Ледюк            | США     | 59.57  | 8                       |
| 6     | Ами Кога / Фрэнсис Будро-Оде        | Япония  | 54.84  | 7                       |

### Танцы на льдуSD
| Место | Спортсмены                           | Сборная | Оценка | Баллы в командный зачёт |
| ----- | ------------------------------------ | ------- | ------ | ----------------------- |
| 1     | Мэдисон Чок / Эван Бейтс             | США     | 79.05  | 12                      |
| 2     | Кэйтлин Уивер / Эндрю Поже           | Канада  | 76.73  | 11                      |
| 3     | Екатерина Боброва / Дмитрий Соловьёв | Россия  | 68.94  | 10                      |
| 4     | Ван Шиюэ / Лю Синьюй                 | Китай   | 64.03  | 9                       |
| 5     | Кана Мурамото / Крис Рид             | Япония  | 63.77  | 8                       |
| 6     | Мари-Жад Лорио / Ромен Ле Гак        | Франция | 61.44  | 7                       |

### МужчиныFS
| Место | Спортсмен       | Сборная | Оценка | Баллы в командный зачёт |
| ----- | --------------- | ------- | ------ | ----------------------- |
| 1     | Юдзуру Ханю     | Япония  | 200.49 | 12                      |
| 2     | Сёма Уно        | Япония  | 198.49 | 11                      |
| 3     | Патрик Чан      | Канада  | 190.74 | 10                      |
| 4     | Нэтан Чен       | США     | 185.24 | 9                       |
| 5     | Михаил Коляда   | Россия  | 184.04 | 8                       |
| 6     | Джейсон Браун   | США     | 179.35 | 7                       |
| 7     | Цзинь Боян      | Китай   | 174.63 | 6                       |
| 8     | Шафик Бессегье  | Франция | 157.46 | 5                       |
| 9     | Кевин Рейнольдс | Канада  | 150.41 | 4                       |
| 10    | Максим Ковтун   | Россия  | 148.29 | 3                       |
| 11    | Кейвин Аймоз    | Франция | 127.43 | 2                       |
| 12    | Ли Тансюй       | Китай   | 125.32 | 1                       |

### ЖенщиныFS
| Место | Спортсмен         | Сборная | Оценка    | Баллы в командный зачёт |
| ----- | ----------------- | ------- | --------- | ----------------------- |
| 1     | Евгения Медведева | Россия  | 160.46 WR | 12                      |
| 2     | Маи Михара        | Япония  | 146.17    | 11                      |
| 3     | Вакаба Хигути     | Япония  | 145.30    | 10                      |
| 4     | Габриэль Дэйлман  | Канада  | 142.41    | 9                       |
| 5     | Елена Радионова   | Россия  | 137.08    | 8                       |
| 6     | Эшли Вагнер       | США     | 133.26    | 7                       |
| 7     | Ли Цзыцзюнь       | Китай   | 128.30    | 6                       |
| 8     | Ли Сяннин         | Китай   | 115.61    | 5                       |
| 9     | Карен Чен         | США     | 108.62    | 4                       |
| 10    | Лорин Лекавелье   | Франция | 107.43    | 3                       |
| 11    | Алэйн Шартран     | Канада  | 107.15    | 2                       |
| 12    | Маэ Беренис Мейте | Франция | 105.58    | 1                       |

### Спортивные парыFS
| Место | Спортсмены                          | Сборная | Оценка | Баллы в командный зачёт |
| ----- | ----------------------------------- | ------- | ------ | ----------------------- |
| 1     | Ванесса Джеймс / Морган Сипре       | Франция | 146.87 | 12                      |
| 2     | Евгения Тарасова / Владимир Морозов | Россия  | 142.38 | 11                      |
| 3     | Пэн Чэн / Цзинь Ян                  | Китай   | 133.13 | 10                      |
| 4     | Кирстен Мур-Тауэрс / Майкл Маринаро | Канада  | 130.09 | 9                       |
| 5     | Эшли Кейн / Тимоти Ледюк            | США     | 104.23 | 8                       |
| 6     | Ами Кога / Фрэнсис Будро-Оде        | Япония  | 97.57  | 7                       |

### Танцы на льдуFD
| Место | Спортсмены                           | Сборная | Оценка | Баллы в командный зачёт |
| ----- | ------------------------------------ | ------- | ------ | ----------------------- |
| 1     | Кэйтлин Уивер / Эндрю Поже           | Канада  | 113.83 | 12                      |
| 2     | Мэдисон Чок / Эван Бейтс             | США     | 109.96 | 11                      |
| 3     | Екатерина Боброва / Дмитрий Соловьёв | Россия  | 104.55 | 10                      |
| 4     | Ван Шиюэ / Лю Синьюй                 | Китай   | 94.33  | 9                       |
| 5     | Мари-Жад Лорио / Ромен Ле Гак        | Франция | 92.92  | 8                       |
| 6     | Кана Мурамото / Крис Рид             | Япония  | 92.68  | 7                       |

## Рекорды
Российская одиночница Евгения Медведева установила в обоих видах программы мировые рекорды. В случае рекордов в ИСУ приняли решение учитывать сумму по двум видам (при том, что в соревнованиях она не учитывалась); поэтому Медведева обновила все три мировых рекорда.